# هوسوکاوا سومیموتو
هوسوکاوا سومیموتو ((به ژاپنی: 細川 澄元 Hosokawa Sumimoto); ۱ ژانویهٔ ۱۴۸۹ – ۲۴ ژوئن ۱۵۲۰) سامورایی اهل ژاپن بود. پدر اصلی وی هوسوکاوا یوشی‌هارو نام داشت اما وی به فرزندخواندگی هوسوکاوا ماساموتو درآمده بود. پسر ارشد وی هوسوکاوا هاروموتو بود. وی سی امین کانری در شوگون‌سالاری آشیکاگا و فرماندار (شوگو) ولایت سانوکی، ولایت ستسو، ولایت توسا و ولایت تانبا و همچنین چهاردهمین رهبر یک شعبه از خاندان هوسوکاوا بنام «هوسوکاواکیچو» بود. وی مدتی با هوسوکاوا تاکاکونی که بعد از وی پانزدهمین رهبر خاندان شد، در جنگ بود.